# 김희애
김희애(1967년 4월 23일 ~ )는 대한민국의 배우이다. 1982년 연예계 데뷔 이래 광고 모델, 영화 배우, 텔레비전 배우로 활동했다. 특히 텔레비전 배우로서 총 5번의 대상을 수상한 경력자이다.

## 생애
1982년 고등학교 1학년 때 제일모직 의류 CF 모델로 연예계 활동을 시작했고, 1년 뒤인 1983년 영화 《스무해 첫째날》로 배우 데뷔도 하게 된다. 
1985년에는 KBS 특채로 입사하여 활동했으나 1990년 파업으로 인해 MBC로 이전해 활동했다. 
1986년 KBS1 드라마 《여심》으로 주목을 받자 1980년대 중후반 무렵에 전인화와 함께 신세대 스타로 급부상했다. 1990년대에는 최진실·채시라 등과 '브라운관 트로이카'로 일컬어지기도 하며 높은 인기를 누리면서 톱스타 반열에 오른다. 
1995년 MBC 드라마 《연애의 기초》에 출연했고, 4년 후인 1999년 MBC 드라마 《하나뿐인 당신》에 출연했고, 4년 후인 2003년 KBS2 드라마 《아내》에 출연했다. 2004년 KBS2 드라마 《부모님전상서》에 출연했다. 
2년 후인 2006년 SBS 드라마 《눈꽃》에 출연했고 2007년 SBS 드라마 《내 남자의 여자》에 출연했다. 
4년 후인 2011년 SBS 드라마 《마이더스》에 출연해서 야망이 큰 사업가 유인혜 역할을 맡았다.
1993년 이후 20년 만에 출연한 영화 《우아한 거짓말》(2014년)로 화제가 되었다. 이후 영화 《쎄시봉》(2015년), 영화 《사라진 밤》(2018년), 영화 《허스토리》(2018년), 영화 《윤희에게》(2019년)에 출연했다.
<마이더스> 출연 3년 후인 2014년 JTBC 드라마 《밀회》로 다시 한번 전성기를 맞이하며 큰 인기를 얻는다. 2015년 SBS 드라마 《미세스 캅》을 통해 연기 변신을 시도했고 15.8%의 높은 시청률로 종영하며 지상파 최초 시즌제를 도입하는 드라마가 되었다. 2016년 SBS 드라마 《끝에서 두번째 사랑》에 출연했다. 
4년 후인 2020년 JTBC 드라마 《부부의 세계》에서 의사 지선우 역할을 맡아 열연을 한 결과 전국 시청률 28.4%를 기록하며 JTBC 역대 드라마 시청률 1위를 기록했고 스타일리시한 지선우 패션도 화제가 되었다.
KBS의 공채 33기 아나운서 엄지인과 얼굴이 닮았다.

## 학력
- 서울우이국민학교 (졸업)
- 신경여자중학교 (졸업)
- 혜화여자고등학교 (졸업)
- 중앙대학교 공연창작학부 연극전공 85학번 (졸업)
- 중앙대학교 대학원 신문방송학과 (졸업)

## 연예 활동

### 영화
- 1984년 - 《스무해 첫째날》 ... 민방숙 역
- 1985년 - 《불의 회상》 ... 문지희 역
- 1985년 - 《내사랑 짱구》 ... 미혜 역
- 1987년 - 《영웅 돌아오다》 ... 영미 역
- 1993년 - 《101번째 프로포즈》 ... 정원 역
- 2014년 - 《우아한 거짓말》 ... 유현숙 역
- 2015년 - 《쎄시봉》 ... 20년후 민자영 역
- 2018년 - 《사라진 밤》 ... 윤설희 역
- 2018년 - 《허스토리》 ... 문정숙 역
- 2019년 - 《윤희에게》 ... 윤희 역
- 2023년 - 《더 문》 ... 윤문영 역
- 2024년 - 《데드맨》 ... 심 여사 역
- 2024년 - 《보통의 가족》 ... 연경 역

### 드라마
- 1986년 KBS1 저녁 일일연속극 《여심》 ... 송다영 역
- 1987년 KBS2 신년특집 드라마 《원다풍》 ... 우소원 역
- 1987년 KBS1 저녁 일일연속극 《어머니》
- 1987년 KBS2 주말연속극 《애정의 조건》 ... 김원미 역
- 1988년 MBC 주말 저녁 연속극 《내일 잊으리》 ... 서인애 역
- 1989년 MBC 수목 미니시리즈 《당신의 축배》 ... 전여옥 역
- 1990년 MBC 월화 미니시리즈 《여자는 무엇으로 사는가》 ... 차영건 역
- 1990년 KBS2 수목 미니시리즈 《겨울 나그네》 … 다혜 역
- 1990년 MBC 대하드라마 《조선왕조 오백년 - 대원군》 ... 명성황후 역
- 1990년 MBC 아침 일일연속극 《사랑해 당신을》 ... 완주 역
- 1991년 MBC 월화 미니시리즈 《이별의 시작》 ... 정해정 역
- 1991년 MBC 저녁 주말연속극 《산너머 저쪽》 ... 강명애 역
- 1992년 MBC 6.25 전쟁 2부작 특집극 《나목》 ... 이경 역
- 1992년 MBC 월화 미니시리즈 《분노의 왕국》 ... 민재경 역
- 1992년 MBC 저녁 주말연속극 《아들과 딸》 ... 이후남 역
- 1993년 MBC 수목 특별기획 드라마 《폭풍의 계절》 ... 이홍주 역
- 1994년 MBC 창사 33주년 기념 월화 특별기획드라마 《까레이스키》 ... 성남영 역
- 1995년 MBC 저녁 주말연속극 《사랑과 결혼》 ... 윤수빈 역
- 1995년 MBC 월화 미니시리즈 《연애의 기초》 ... 최정희 역
- 1999년 MBC 저녁 일일연속극 《하나뿐인 당신》 ... 장서영 역
- 2003년 KBS2 월화 특별기획 드라마 《아내》 … 김나영 역
- 2003년 SBS 주말 특별기획 드라마 《완전한 사랑》 ... 하영애 역
- 2004년 KBS2 주말연속극 《부모님 전상서》 … 안성실 역
- 2006년 SBS 월화 미니시리즈 《눈꽃》 ... 이강애 역
- 2007년 SBS 월화 미니시리즈 《내 남자의 여자》 ... 이화영 역
- 2011년 SBS 월화 미니시리즈 《마이더스》 ... 유인혜 역
- 2012년 JTBC 수목 미니시리즈 《아내의 자격》 ... 윤서래 역
- 2014년 JTBC 월화 미니시리즈 《밀회》 ... 오혜원 역
- 2015년 SBS 월화 미니시리즈 《미세스 캅》 ... 최영진 역
- 2016년 SBS 주말 특별기획 《끝에서 두번째 사랑》 ... 강민주 역
- 2020년 JTBC 금토 미니시리즈 《부부의 세계》 ... 지선우 역
- 2023년 Netfilx 오리지널 드라마 《퀸메이커》 ... 황도희 역
- 2024년 Netfilx 오리지널 드라마 《돌풍》 ... 정수진 역

### 방송
- 1986년 - KBS 《가요무대》 - 여심의 노래
- 1988년 - KBS 《연예가중계》
- 1989년 - MBC 《89 MBC 대학가요제》
- 1990년 - MBC 《토요일 토요일은 즐거워 - 주현미스페셜》
- 1990년 - MBC 《토요일 토요일은 즐거워 - 가정의 달 특집》
- 1990년 - MBC 《토요일 토요일은 즐거워 - 납량특집 사바나 환상특급》
- 1990년 - MBC 《토요일 토요일은 즐거워 - 가을특집》
- 1991년 - MBC 《토요일 토요일은 즐거워 - 10주년 특집》
- 1992년 - MBC 《즐거운 세상》
- 1992년 - MBC 《일요일 일요일밤에 - 시네마천국》
- 1993년 - MBC 《일요일 일요일 밤에 - 스타의 TV탐험 귀곡산장 편》
- 1992년 - MBC 《총집합 설 큰잔치》
- 1993년 - MBC 《93 MBC 10대가수가요제》
- 1993년 - MBC 《이야기쇼 만남 - 아들과 딸 스페셜》
- 1993년 - MBC 《도전 추리특급》
- 1993년 - MBC 《일요일 일요일밤에 - 김희애 가수 데뷔?!》
- 1990년 - MBC 《토요일 토요일은 즐거워 - 토토 조사실》
- 1994년 - MBC 《김한길과 사람들》
- 1994년 - 2022년 MBC 《어린이에게 새생명을》
- 1994년 - MBC 《일요일 일요일밤에 - 스타인터뷰》
- 1994년 - MBC 《까레이스키 김희애의 드라마 여행》
- 1995년 - MBC 《까레이스키는 이렇게 만들어졌다》
- 1995년 - MBC 《일요일 일요일밤에 - 남과 여》
- 1996년 - MBC 《일요일 일요일밤에 - 이경규가 간다》
- 1996년 - MBC 《특종 연예시티》
- 1996년 - MBC 《1318 힘을내! -혜화여고 편》
- 1996년 - MBC 《높고 깊은 사랑》
- 1996년 - MBC 《김희애가 만난 종정 월하스님》
- 1996년 - MBC 《96한국가요대제전》
- 1996년 - KBS 《월드쇼 세계와 손잡고》
- 1999년 - MBC 《베스트토요일 - 스타로드쇼 세상속으로》
- 1999년 - MBC 《생방송 임성훈 이영자입니다-사랑을 나눕시다》
- 2009년 - MBC 《휴먼다큐 사랑 우리가 사랑할 시간》 - 내레이션
- 2010년 - KBS 《세대공감 토요일 - 별들의 고향》
- 2012년 - KBS 《세대공감 토요일 - 스타플러스》
- 2013년 - tvN 《꽃보다 누나》
- 2014년 - MBC 《무한도전 - 새로운 리더와 함께하는 무한도전 선택2014》
- 2016년 - MBC 《무한도전 - 웨딩싱어즈》
- 2016년 - SBS 《런닝맨》
- 2018년 - SBS 《미운 우리 새끼》
- 2020년 - JTBC 《방구석1열》
- 2021년 - 디스커버리 채널 《잠적》
- 2023년- tvN 《유 퀴즈 온 더 블럭》
- 2024년 유튜브 《나영석의 와글와글》

### 라디오 방송
- 1986년 - KBS 제2FM 《김희애의 FM 인기가요》[6]
- 1995년 - KBS 제2라디오 《전영록의 정오의 뮤직쇼》:)

### 앨범
참여 앨범
- 1987년 - 《KBS 라디오 MC·DJ 13인의 노래 모음 - 우리 노래 어때요》[주 1]
- 2015년 - 《쎄시봉 OST》[주 2]

### CF
- 1983년 공익광고협의회 한국방문
- 1983년 국제약품 카모밀라 안약
- 1983년 해태제과식품 (포테이토 스낵 & 콘스낵)
- 1984년 SK그룹 카멜레온 섬유 홍보
- 1984년 LG생활건강 드봉화장품
- 1984년 삼일제약 액티피드
- 1984년 해태아이스크림 엔젤스바
- 1985년 해태제과식품 오예스
- 1985년 안국약품 토비콤
- 1986년 ~ 1989년 한국화장품 (영비, 쥬단학 세시봉, 쥬단학 셀렉션, 베아뜨, 세로피아, 스피클 양치액 등)
- 1990년 논노
- 1992년 롯데백화점
- 1992년 ~ 2017년 LG생활건강 (알로에비누, 한스푼, 조이너 샴푸, 샤프란, 페리오치약, 한방 죽염비누, 야채랑 과일이랑, 자연퐁싹, 락스와 세제를 한번에, 죽염치약, 홈스타, 파르텔 아로마테라피, 한입세제 등)
- 1995년 LG
- 1995년 신원 크로와제
- 1997년 스킨푸드 ICS
- 1996년 LG전자 프리웨이
- 1996년 한국야쿠르트 에이스
- 1997년 쌍용C&B 코디
- 1997년 LG하우시스 우드륨
- 1999년 ~ 2003년 매일유업
- 2002년 SK텔레콤 카라
- 2001년 ~ 2006년 쿠쿠홈시스
- 2003년 디엠티 클리노시트
- 2003년 ~ 2007년 금호건설 어울림
- 2003년 LG전자 LG김장독
- 2004년 유니베라
- 2004년 기탄교육
- 2004년 SK-2
- 2004년 교보생명
- 2006년 홈에버
- 2006년 세정 엔섬
- 2008년 LG전자 디오스
- 2008년 신한금융투자
- 2009년 오뚜기 오뚜기 카레
- 2009년 오뚜기 오뚜기 만두
- 2009년 오뚜기 오뚜기 참치
- 2009년 오뚜기 오뚜기 선물세트
- 2010년 오뚜기 3분요리
- 2010년 오뚜기 프레스코소스
- 2010년 오뚜기 오뚜기쌀
- 2010년 던롭 젝시오
- 2011년 오뚜기 백세카레
- 2011년 오뚜기 오뚜기 드레싱
- 2011년 오뚜기 오므라이스3분소스
- 2011년 오뚜기 백세발효강황카레
- 2011년 P&G SK-Ⅱ
- 2012년 웅진식품 자연은
- 2012년 오뚜기 오뚜기드레싱
- 2012년 오뚜기 꿀유자차
- 2012년 오뚜기 발효강황카레
- 2012년 웅진식품 자연은
- 2012년 LG생활건강 한·입세제
- 2012년 P&G SK-Ⅱ
- 2013년 오뚜기 진라면
- 2013년 오뚜기 오뚜기 카레
- 2013년 오뚜기 옛날 잡채
- 2013년 웅진식품 자연은
- 2013년 P&G SK-Ⅱ
- 2014년 일동제약 아로나민씨플러스
- 2014년 동양이지텍 스팀보이
- 2014년 CJ CGV
- 2014년 오뚜기 옛날사골곰탕
- 2014년 P&G SK-Ⅱ
- 2015년 P&G SK-Ⅱ
- 2016년 P&G SK-Ⅱ
- 2016년 LG생활건강 샤프란 꽃담초
- 2016년 LG생활건강 피지 세탁세제
- 2016년 LS네트웍스 프로스펙스
- 2017년 P&G SK-Ⅱ
- 2018년 LG생활건강 오휘 더 퍼스트 제너츄어
- 2018년 피알앤 헤드스파7
- 2019년 피알앤 헤드스파7
- 2020년 LG전자 LG 프라엘
- 2020년 뉴트리원 르시크릿
- 2020년 CJENM VW베라왕
- 2021년 뉴트리원 비타슈넬 알티지 오메가3

## 수상 및 후보
| 연도 | 시상식                             | 부문                                          | 작품                                 | 결과 |
| ---- | ---------------------------------- | --------------------------------------------- | ------------------------------------ | ---- |
| 1986 | KBS 연기대상                       | 여자 신인연기상                               | 여심                                 | 수상 |
| 1987 | 우리들의 스타상                    | 여자 신인상                                   | 여심                                 | 수상 |
| 1987 | 제23회 백상예술대상                | TV부문 여자 신인연기상                        | 여심                                 | 수상 |
| 1989 | MBC 연기대상                       | 대상                                          | 내일 잊으리, 당신의 축배             | 후보 |
| 1989 | MBC 연기대상                       | 여자 최우수연기상                             | 내일 잊으리, 당신의 축배             | 수상 |
| 1991 | MBC 방송대상                       | 대상                                          | 산너머 저쪽                          | 수상 |
| 1992 | 제28회 백상예술대상                | TV부문 여자 최우수연기상                      | 산너머 저쪽                          | 후보 |
| 1993 | 제29회 백상예술대상                | TV부문 대상 (고두심과 공동 수상)              | 아들과 딸                            | 수상 |
| 1993 | 제29회 백상예술대상                | TV부문 여자 최우수연기상 (고두심과 공동 수상) | 아들과 딸                            | 수상 |
| 1993 | 제14회 청룡영화상                  | 여우주연상                                    | 101번째 프로포즈                     | 후보 |
| 1993 | TV저널 올해의 스타상               | 탤런트부문 최우수연기상                       | 아들과 딸, 폭풍의 계절               | 수상 |
| 1993 | MBC 방송대상                       | 대상                                          | 아들과 딸, 폭풍의 계절               | 수상 |
| 1994 | 제6회 한국방송프로듀서상           | 탤런트부문 출연자상                           | 폭풍의 계절                          | 수상 |
| 1994 | 제30회 백상예술대상                | TV부문 여자 인기상                            | 폭풍의 계절                          | 수상 |
| 1994 | 제30회 백상예술대상                | 영화부문 여자 최우수연기상                    | 101번째 프로포즈                     | 후보 |
| 1994 | 제32회 대종상                      | 여우주연상                                    | 101번째 프로포즈                     | 후보 |
| 1995 | 제31회 백상예술대상                | TV부문 여자 최우수연기상                      | 까레이스키                           | 후보 |
| 1995 | MBC 연기대상                       | 대상                                          | 까레이스키, 사랑과 결혼, 연애의 기초 | 후보 |
| 1996 | 제8회 한국방송프로듀서상           | 탤런트부문 출연자상                           | 사랑과 결혼, 연애의 기초             | 수상 |
| 2003 | 제39회 백상예술대상                | TV부문 여자 최우수연기상                      | 아내                                 | 수상 |
| 2003 | 제16회 그리메상 시상식             | 최우수 여자연기상                             | 완전한 사랑                          | 수상 |
| 2003 | KBS 연기대상                       | 여자 최우수연기상                             | 아내                                 | 후보 |
| 2003 | SBS 연기대상                       | 여자 최우수연기상                             | 완전한 사랑                          | 후보 |
| 2003 | SBS 연기대상                       | SBSi상(네티즌상)                              | 완전한 사랑                          | 수상 |
| 2003 | SBS 연기대상                       | 10대 스타상                                   | 완전한 사랑                          | 수상 |
| 2004 | 제16회 한국방송프로듀서상          | 탤런트부문 출연자상                           | 완전한 사랑                          | 수상 |
| 2004 | 제40회 백상예술대상                | TV부문 대상                                   | 완전한 사랑                          | 수상 |
| 2004 | 제40회 백상예술대상                | TV부문 여자 최우수연기상                      | 완전한 사랑                          | 후보 |
| 2005 | KBS 연기대상                       | 여자 최우수연기상                             | 부모님 전상서                        | 후보 |
| 2007 | 코리아 패션&디자인 어워즈          | 올해의 베스트드레세서상                       | 빈칸                                 | 수상 |
| 2007 | 제1회 코리아 드라마 어워즈         | 연기대상 (유동근과 공동 수상)                 | 내 남자의 여자                       | 수상 |
| 2007 | SBS 연기대상                       | 대상 (박신양과 공동 수상)                     | 내 남자의 여자                       | 수상 |
| 2007 | SBS 연기대상                       | 여자 최우수연기상                             | 내 남자의 여자                       | 후보 |
| 2007 | SBS 연기대상                       | 10대 스타상                                   | 내 남자의 여자                       | 수상 |
| 2008 | 제44회 백상예술대상                | TV부문 여자 최우수연기상                      | 내 남자의 여자                       | 후보 |
| 2008 | 제1회 스타일 아이콘 어워즈         | TV본상                                        | 내 남자의 여자                       | 수상 |
| 2011 | SBS 연기대상                       | 특별기획부문 여자 최우수연기상                | 마이더스                             | 후보 |
| 2013 | 제49회 백상예술대상                | TV부문 여자 최우수연기상                      | 아내의 자격                          | 수상 |
| 2014 | 제50회 백상예술대상                | 영화부문 여자 최우수연기상                    | 우아한 거짓말                        | 후보 |
| 2014 | 제50회 백상예술대상                | LF 패셔니스타상                               | 빈칸                                 | 수상 |
| 2014 | 제51회 저축의 날                   | 대통령 표창                                   | 빈칸                                 | 수상 |
| 2014 | 제7회 코리아 드라마 어워즈         | 여자 최우수연기상                             | 밀회                                 | 후보 |
| 2014 | 제9회 서울 드라마 어워즈           | 여자 연기자상                                 | 밀회                                 | 수상 |
| 2014 | 제3회 에이판 스타 어워즈           | 중편드라마부문 여자 최우수연기상              | 밀회                                 | 수상 |
| 2014 | 제7회 스타일 아이콘 어워즈         | 10대 스타일아이콘상                           | 빈칸                                 | 수상 |
| 2014 | 제35회 청룡영화상                  | 여우주연상                                    | 우아한 거짓말                        | 후보 |
| 2015 | SBS 연기대상                       | 대상                                          | 미세스 캅                            | 수상 |
| 2015 | SBS 연기대상                       | 미니시리즈부문 여자 최우수연기상              | 미세스 캅                            | 후보 |
| 2016 | SBS 연기대상                       | 로맨틱코미디부문 여자 최우수연기상            | 끝에서 두번째 사랑                   | 후보 |
| 2018 | 제2회 엘르 스타일 어워즈           | 타임리스 아이콘상                             | 빈칸                                 | 수상 |
| 2018 | 제6회 마리끌레르 아시아스타어워즈  | 올해의 배우상                                 | 허스토리                             | 수상 |
| 2018 | 제27회 부일영화상                  | 여우주연상                                    | 허스토리                             | 수상 |
| 2018 | 제27회 부일영화상                  | 여자 인기스타상                               | 허스토리                             | 후보 |
| 2018 | 제2회 한중국제영화제               | 여우주연상                                    | 허스토리                             | 수상 |
| 2018 | 제2회 더 서울어워즈                | 영화부문 여우주연상                           | 허스토리                             | 후보 |
| 2018 | 제39회 청룡영화상                  | 여우주연상                                    | 허스토리                             | 후보 |
| 2019 | 제55회 백상예술대상                | 영화부문 여자 최우수연기상                    | 허스토리                             | 후보 |
| 2019 | 제24회 춘사영화제                  | 여우주연상                                    | 허스토리                             | 후보 |
| 2020 | 제56회 대종상                      | 여우주연상                                    | 윤희에게                             | 후보 |
| 2020 | 제56회 백상예술대상                | TV부문 대상                                   | 부부의 세계                          | 후보 |
| 2020 | 제56회 백상예술대상                | TV부문 여자 최우수연기상                      | 부부의 세계                          | 수상 |
| 2020 | 제56회 백상예술대상                | 영화부문 여자 최우수연기상                    | 윤희에게                             | 후보 |
| 2020 | 벡델데이 2020                      | 벡델리안 배우상                               | 윤희에게                             | 수상 |
| 2020 | 제25회 춘사영화제                  | 여우주연상                                    | 윤희에게                             | 후보 |
| 2020 | 제2회 아시아콘텐츠어워즈           | 여자 최우수연기상                             | 부부의 세계                          | 수상 |
| 2020 | 제11회 대한민국 대중문화예술상     | 대통령 표창                                   | 빈칸                                 | 수상 |
| 2020 | 제25회 소비자의 날 시상식          | 시청자가 뽑은 올해의 배우                     | 부부의 세계                          | 수상 |
| 2020 | 제29회 부일영화상                  | 여우주연상                                    | 윤희에게                             | 후보 |
| 2020 | 제29회 부일영화상                  | 여자 인기스타상                               | 윤희에게                             | 후보 |
| 2020 | 제7회 한국영화제작가협회상         | 여우주연상                                    | 윤희에게                             | 수상 |
| 2021 | 제41회 청룡영화상                  | 여우주연상                                    | 윤희에게                             | 후보 |
| 2021 | 제7회 에이판 스타 어워즈           | 대상                                          | 부부의 세계                          | 후보 |
| 2022 | 제20회 디렉터스 컷 시상식          | 올해의 여자배우상                             | 윤희에게                             | 후보 |
| 2024 | 제10회 마리끌레르 아시아스타어워즈 | 마리끌레르상                                  | 보통의 가족                          | 수상 |

### 내용주
1. ↑  여기서 A면 6번 트랙에 있는 《나를 잊지 말아요》를 불렀다.
2. ↑  여기서 5번 트랙에 있는 《웨딩케이크》, 14번 트랙에 있는 《나 그대에게 모두 드리리 - With 김윤석》를 불렀다.

### 참조주
1. ↑  출처: 《한국경제》
2. ↑  출처: 《데일리한국》
3. ↑  출처:《topstarnews》
4. ↑  조연현 (1999년 4월 3일). “"3년3개월만에 돌아왔는데 열심히 해야죠" 인터뷰 MBC'하나뿐인 당신' 서영역 김희애씨”. 한겨레신문. 2018년 9월 13일에 확인함.
5. ↑  김영환 (2010년 10월 26일). “김희애, 4년 만에 안방 컴백…`마이더스` 유력”. 이데일리. 2018년 9월 13일에 확인함.
6. ↑  “金喜愛(김희애) FMDJ 데뷔 金美淑(김미숙) 바통 이어받아”. 경향신문. 1986년 11월 13일.